# Détroit de Johnstone
Pour les articles homonymes, voir Johnstone.
Le détroit de Johnstone (en anglais Johnstone Strait) est un chenal de 110 km de long pour une largeur variant de 2,5 à 5 km le long de la côte nord-est de l'île de Vancouver (Colombie Britannique). De l'autre côté du chenal, du nord au sud se trouvent l'île Hanson, l'île West Cracroft, la côte continentale de la Colombie-Britannique, l'île Hardwicke, l'île West Thurlow et l'île East Thurlow. À cette hauteur, le détroit débouche sur le  passage Discovery qui le relie au détroit de Géorgie. Au nord, le détroit débouche sur le détroit de la Reine-Charlotte.
Partie du Passage Intérieur, c'est une voie de navigation majeure sur la côte ouest nord-américaine entre le détroit de Géorgie (port de Vancouver) et le nord de l'île de Vancouver, l'Alaska ou le nord du Pacifique.
Le détroit a été nommé en l'honneur de James Johnstone, du HMS Chatham  (navire accompagnateur du HMS Discovery) commandé par George Vancouver et qui avait reconnu ses eaux, établissant partiellement que l'île de Vancouver était bien une île.
Le détroit abrite environ 150 orques les mois d'été.

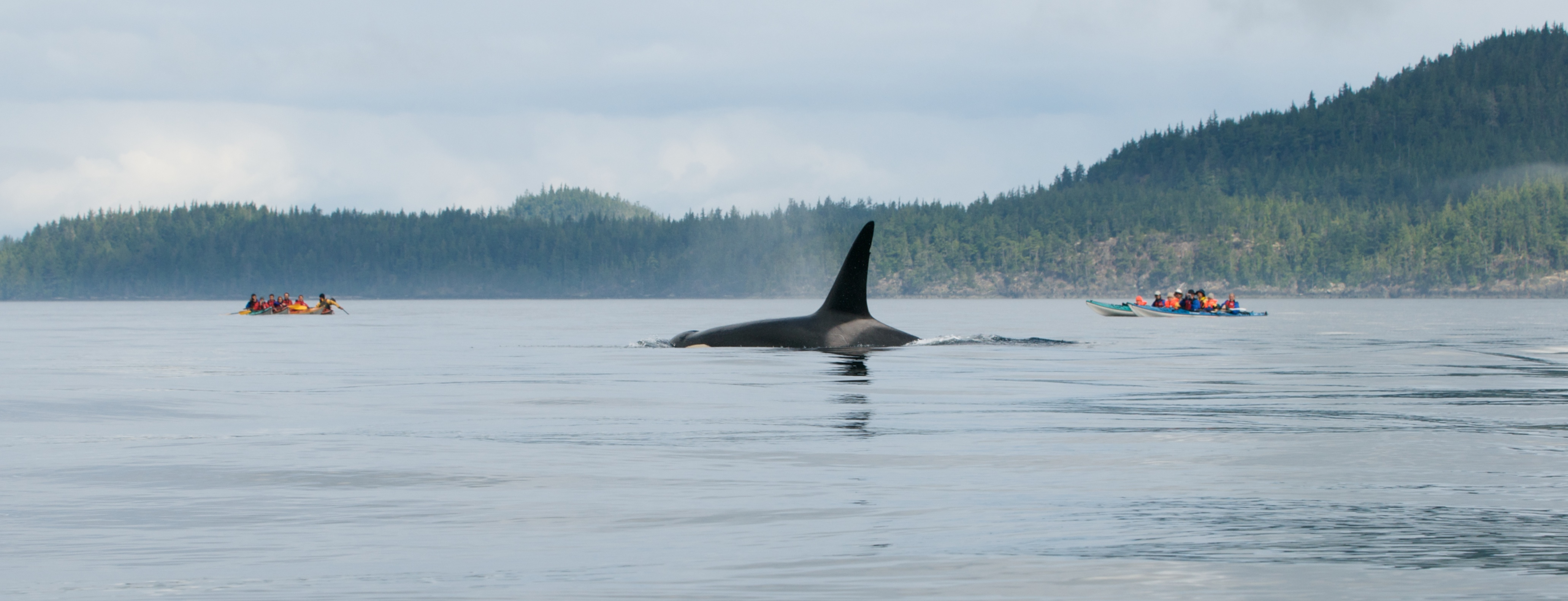
Orque dans le détroit de Johnstone

## Source
- (en) Cet article est partiellement ou en totalité issu de l’article de Wikipédia en anglais intitulé « Johnstone Strait » (voir la liste des auteurs).